# Cimetière de Saint-Ours
Le cimetière de Saint-Ours (ou cimetière du Bourg) est un cimetière historique situé à Aoste, rue Guy Rey, près de la collégiale de Saint-Ours.
Les principales personnalités valdôtaines à partir de la première moitié du XIXe siècle jusqu'au début XXe y sont enterrées.

## Histoire
Le cimetière du bourg est créé à la fin du XVIIIe siècle en raison de l'élargissement du bourg, dénomination traditionnelle de la partie de la vieille ville construite autour de la collégiale de Saint-Ours, par opposition à la cité, la partie du centre-ville historique situé autour de la cathédrale Notre-Dame-de-l'Assomption. Il est consacré par le prieur Jean-Sébastien Linty le 3 novembre 1782.
Le comte Édouard Crotti de Costigliole, un noble piémontais, finance son élargissement au cours de la première moitié du XIXe siècle. La chapelle des Crotti, en style gothique et dédiée à la Sainte-Vierge des Douleurs, se situe au centre du cimetière.
Au XXe siècle, le cimetière du bourg est abandonné en faveur du nouveau cimetière situé avenue du Petit-Saint-Bernard, à la limite ouest de la ville.
En 2002, une campagne de restauration est entreprise afin d'arrêter l'état d'abandon du cimetière.
Le cimetière est ouvert au public en automne 2013 grâce à l'association Amis du cimetière du Bourg.

## Personnalités enterrées
- Édouard Crotti (1799-1870), comte de Costigliole
- le consul Thomaset,
- des membres de la famille Passerin d'Entrèves
- Jean-Antoine Gal
- Innocent Manzetti
- Anton Zimmerman (1803-1873), fondateur de la brasserie Zimmermann, à Aoste
- Alexandre Charrey et Jean Charrey, frères alpinistes décédés sur le mont Émilius